# Берлинер-Џојс P-16
Берлинер-Џојс P-16 (енгл. Berliner-Joyce P-16) је двоседи ловац направљен у САД. Авион је први пут полетео 1929. године. 

Највећа брзина авиона при хоризонталном лету је износила 282 km/h.
Распон крила авиона је био 10,36 метара, а дужина трупа 8,59 метара. Празан авион је имао масу од 1271 kg. Нормална полетна маса износила је око 1813 kg.

## Наоружање
| Наоружање авиона: Берлинер-Џојс |                    |
| Ватрено (стрељачко) наоружање   |                    |
| Топ                             |                    |
| Митраљез                        |                    |
| Број и ознака митраљеза         | 2 напред, 2 позади |
| Калибар                         | 7,62               |
| Бомбардерско наоружање (бомбе)  |                    |
| Укупна маса                     | до 112             |
| Ракетно наоружање (ракете)      |                    |